# Schloss Hundisburg

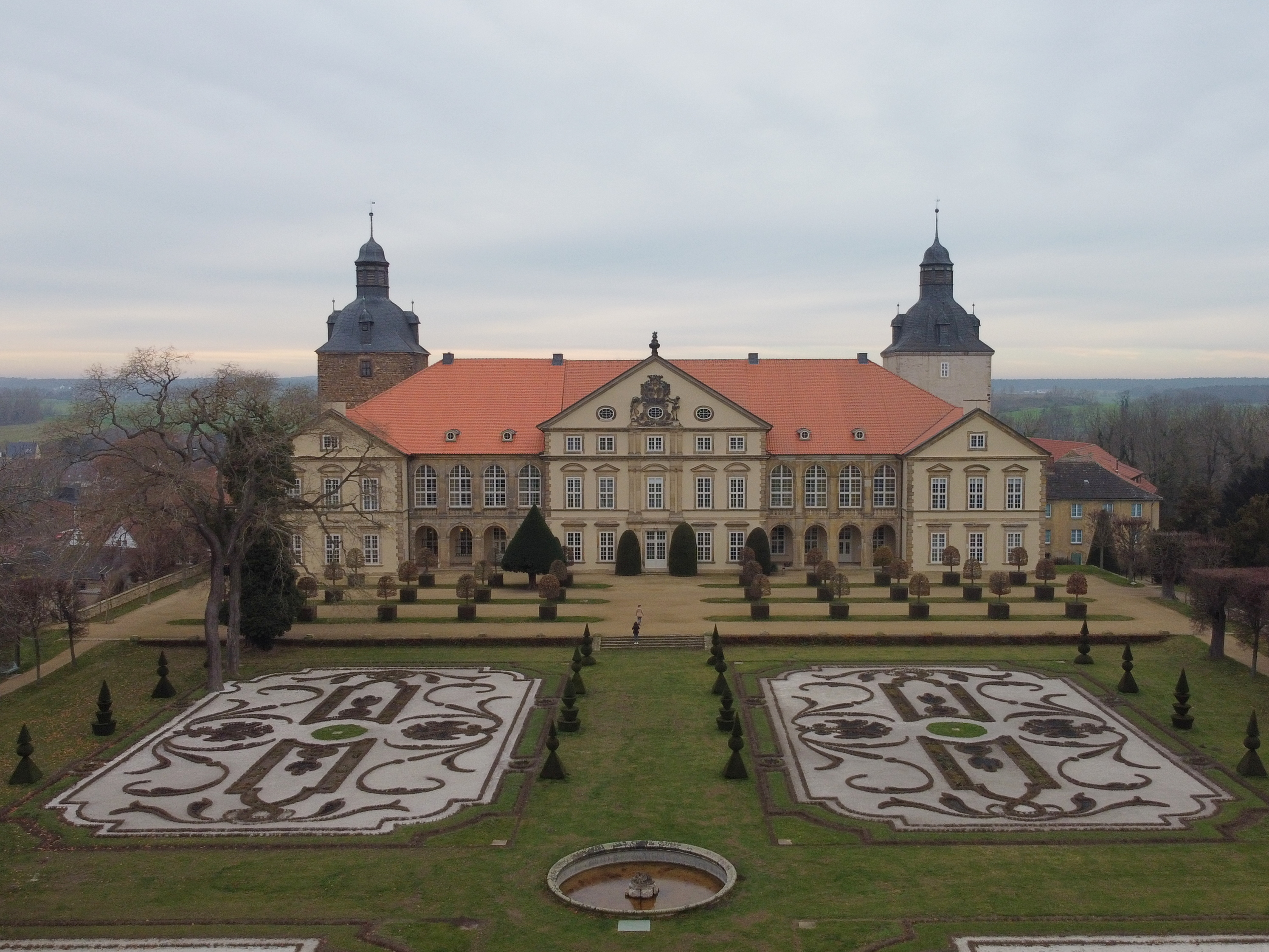
Schloss und Park Hundisburg im Luftbild

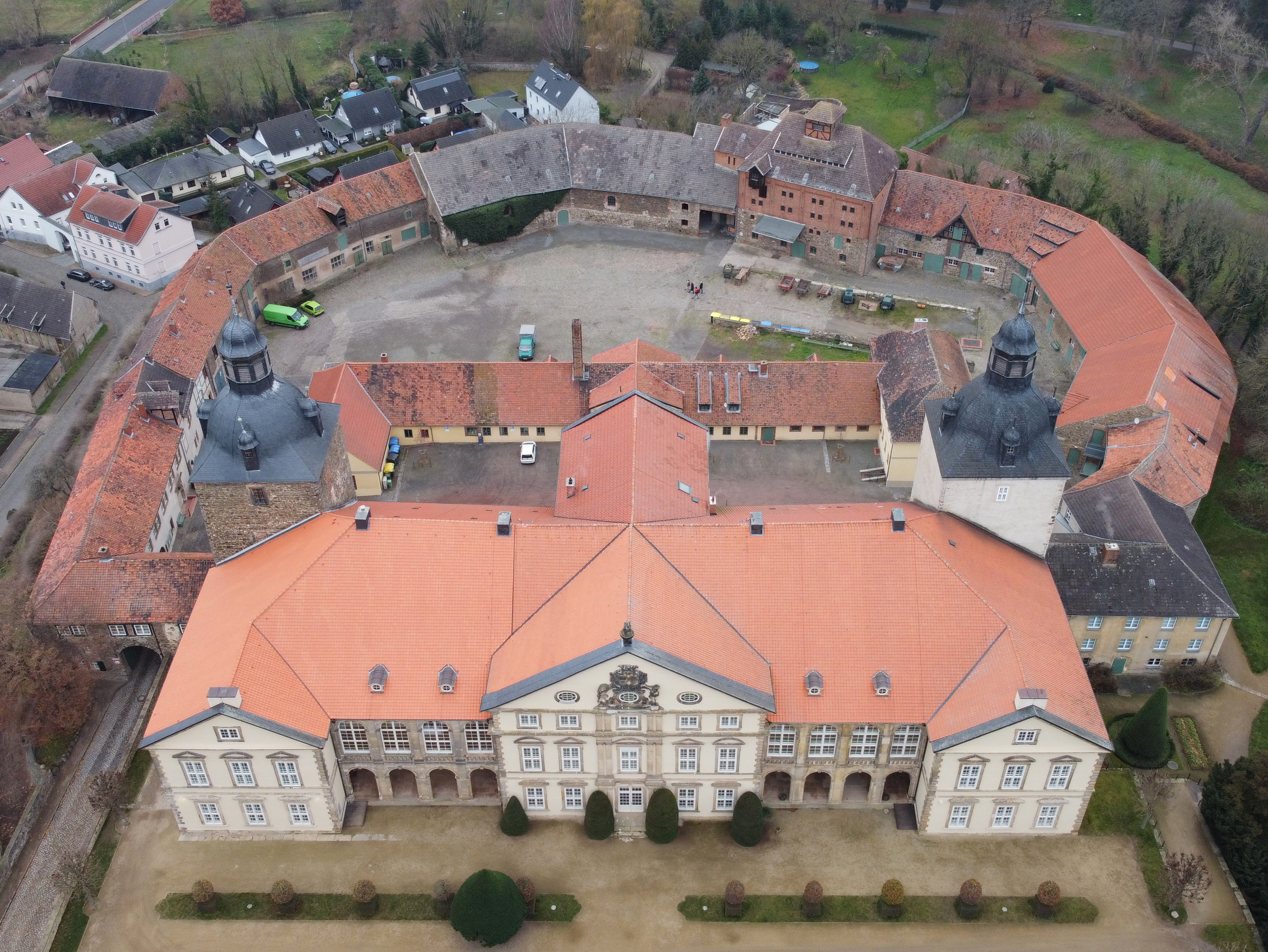
Schloss Hundisburg mit Burghof im Luftbild in der Draufsicht

Schloss Hundisburg ist eines der bedeutendsten ländlichen Barockschlösser in Sachsen-Anhalt und befindet sich in Hundisburg, einem südlichen Ortsteil von Haldensleben. Es wurde am 28. November 1945 durch einen Brand teilweise zerstört und wurde ab 1994 umfassend restauriert.

## Besitzverhältnisse
Hundisburg wurde 1196 noch als Allod als Besitzung der Mark Brandenburg (Altmark) beschrieben. In diesem Jahr kam es unter Erzbischof Ludolph territorial zum Erzstift Magdeburg. Entsprechend dem Chronicon Montis Sereni ließ Ludolph die Burg (aus-)bauen.
1452 gelangte Hundisburg in den Besitz der Familie von Alvensleben, die im 16. Jahrhundert das Anwesen zu einem Renaissanceschloss ausbauen ließ. Im Dreißigjährigen Krieg zerstört, wurde das Schloss zunächst im hergebrachten Stil wieder aufgebaut.

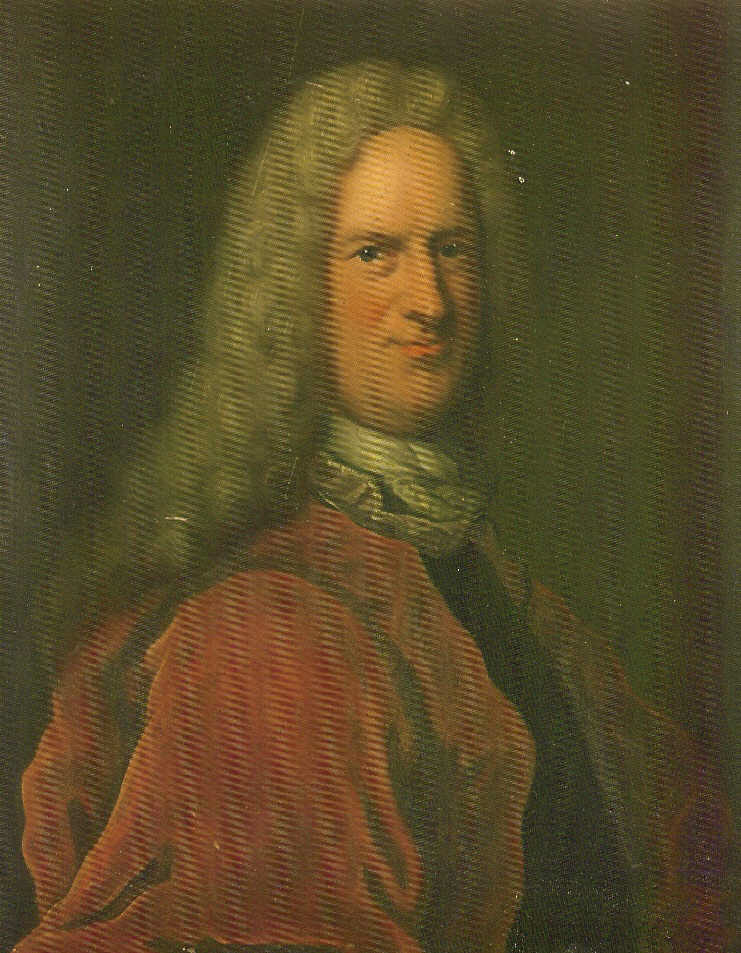
Johann Friedrich II. von Alvensleben (1657–1728)

Im Jahre 1693 beauftragte der braunschweigische und brandenburgische Geheimrat und spätere kurhannoversche Staatsminister Johann Friedrich II. von Alvensleben den Wolfenbüttler Landbaumeister Hermann Korb mit dem Ausbau von Schloss und Garten im barocken Stil. Dieser griff dabei auf Entwürfe seines Vorgängers Johann Balthasar Lauterbach zurück. Vor allem die Gartenanlagen wiesen eine Pracht auf, wie sie sonst nur Fürstensitzen vorbehalten war.
Mit dem wirtschaftlichen Niedergang des Geschlechts von Alvensleben folgte ein Besitzerwechsel: Der Magdeburger Unternehmer Johann Gottlob Nathusius kaufte 1811 das Anwesen. Im Vorjahr hatte er bereits das Klostergut Althaldensleben erworben. Nathusius benutzte das Schloss zunächst als Fabrikgebäude und ließ zu diesem Zweck Zwischendecken in den Festsaal einziehen. Ab 1831 wirkte hier sein Sohn Hermann Engelhard von Nathusius, ein zu seiner Zeit bedeutender Agronom und Zoologe, der die barocken Gartenanlagen anglisierte. Letzter Besitzer war dessen Enkel Gottlob Karl von Nathusius. Nach dem Ende des Zweiten Weltkrieges diente das Schloss sowjetischen Soldaten als Quartier. Diese verursachten einen Brand, dem der größte Teil des Hauptgebäudes zum Opfer fiel.

## Baugeschichte

### Ursprung und archäologische Erkenntnisse

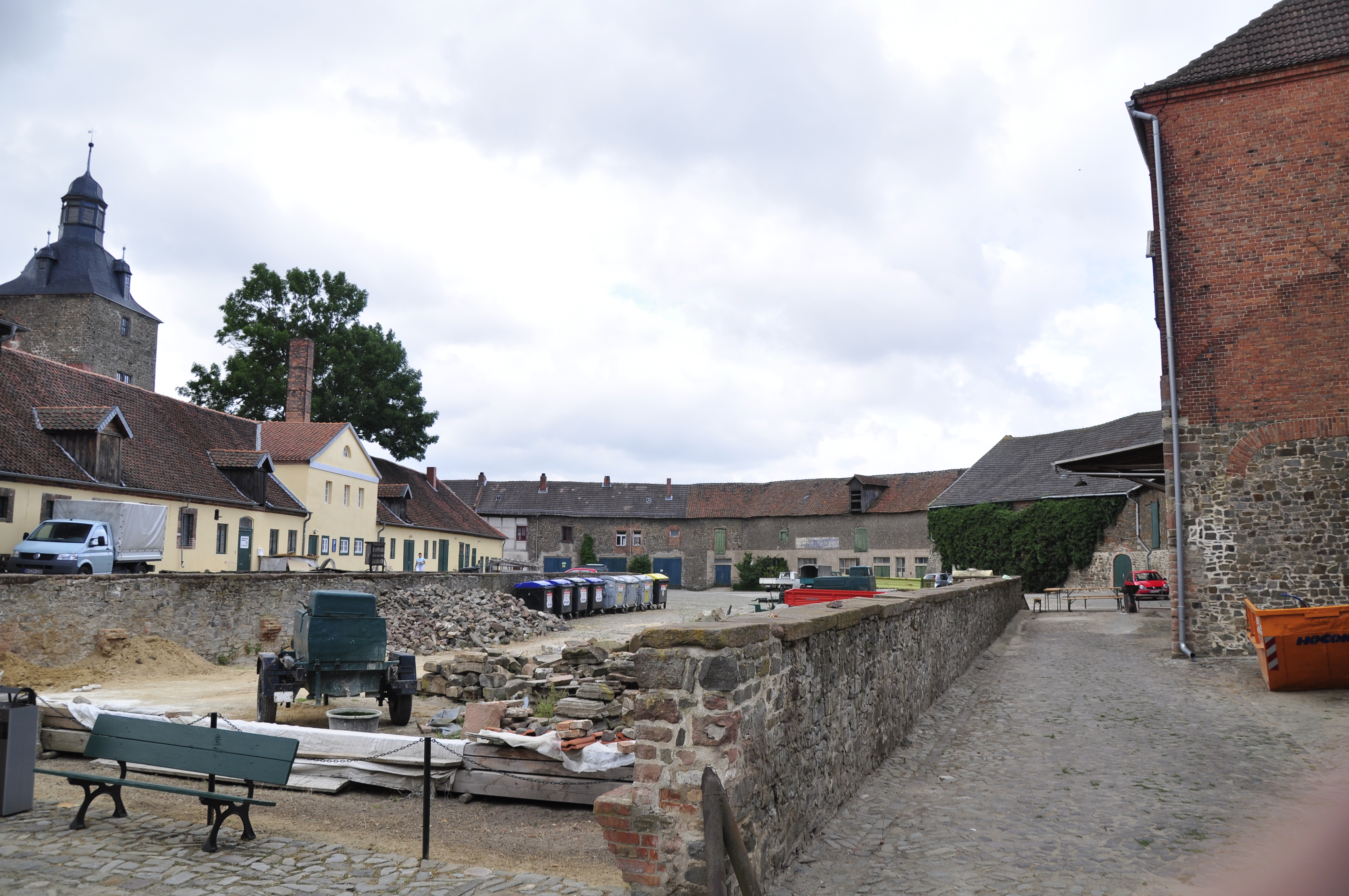
Der Wirtschaftshof innerhalb der kreisförmigen Ringmauer

Der Hundisburger Schlossberg ist ein markant ausgeprägter „Geländesporn“, der durch das Zusammentreffen der Täler von Beber und Garbe gebildet wird. Archäologische Funde weisen auf eine Besiedlung bereits während der Jungsteinzeit hin. Der Berg wird demnach auch schon frühzeitig in geeigneter Weise befestigt gewesen sein. Das Schloss nahm seinen baulichen Ursprung aus der Anfang des 12. Jahrhunderts auf nahezu kreisförmigem Grundriss auf der Spitze des Sporns erbauten Hunoldäsburg. Aus dieser Zeit sind große Teile der Ringmauer und der Bergfried als Südturm des Schlosses erhalten geblieben. Drei weitere Steinbauten lassen sich entlang der Innenseite der Ringmauer nachweisen, so zum Beispiel deutlich sichtbar im Südteil der Schlossscheune. Die Binnengliederung des Hofes sowie der Standort der mittelalterlichen Schlosskapelle konnten bislang nicht eindeutig geklärt werden. Die Burg war vermutlich durch einen Graben im Bereich des späteren Oberen Lustgartens von einer Vorburgsiedlung getrennt, die sich bis zur Anlage des Barockgartens um 1704 auf dem Schlossberg im Bereich des späteren Oberen Lustgartens befunden hatte.

### Funktionen und Ausbau im 16. Jahrhundert

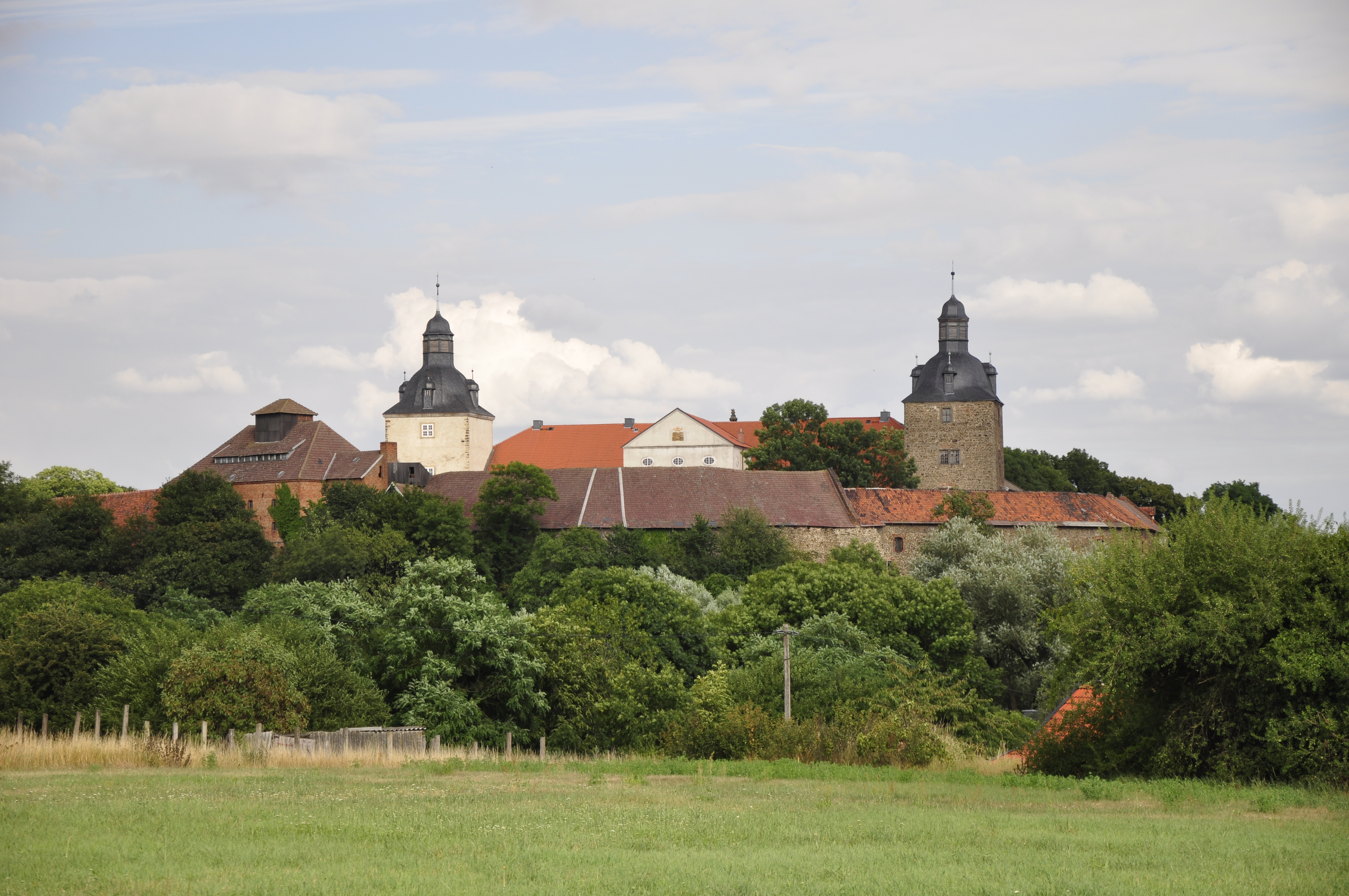
Rückseiten-Ansicht mit dem Wirtschaftshof

Die Burg war in landesherrlichem Besitz und diente dem Erzstift Magdeburg zur Territorialverteidigung und zur Kontrolle einer Trasse der Lüneburger Heerstraße und ihrer Beverfurt. Belagerungen fanden 1213 durch Kaiser Otto IV., 1278 durch Herzog Albrecht I. von Braunschweig und 1319 durch Fürst Heinrich von Mecklenburg statt, diese endeten in den beiden letzteren Fällen mit der Eroberung der Burg. Die Burghut war bischöflichen Vögten übertragen, die sich 1207 und 1228 nachweisen lassen. Diese wurden ab Mitte des 13. Jahrhunderts von jeweils mehreren Burgmannen aus Adelsfamilien der Region abgelöst. Hervorzuheben sind die Familiennamen „von Dreyleben“, „von Hordorf“, „von Alvensleben“ und „von Wanzleben“. 1361 kam Hundisburg als erbliches Mannlehen an die Gebrüder Alverich und Ludwig von Wanzleben, 1452 an die Familie von Alvensleben. Ludolf X. von Alvensleben ließ die Burg in mehreren Bauetappen zum Renaissanceschloss ausbauen. 1544 das „Alte Schloss“, nördlich an den Bergfried angrenzend, 1568 wurde der Bergfried durch Einwölbung von Zwischendecken als Wohnturm ausgebaut und ab 1571 das so genannte „Neue Werk“ an der Südseite des Schlosshofes errichtet. Eine neue Schlosskapelle entstand 1602. Neuere Bauforschungen lassen vermuten, dass das „Alte Schloss“ sich aus mindestens zwei dreigeschossigen Gebäudeflügeln zusammengesetzt hat und sich in Kastellform nördlich und östlich an den Bergfried anschloss.
Erhalten haben sich die Räume im Bergfried zum Teil mit Resten ihrer einst anspruchsvollen Wandbemalung, die eine Gliederung der Wandflächen mit Säulen und Gesims, gefolgt von einer ornamentalen Behandlung der Gewölbeflächen erkennen lässt. Reste des „Alten Schlosses“, das heißt Außenwände sowie darin enthaltene Türgewände haben sich im Baukörper des Barockschlosses ebenso erhalten, wie die beiden unteren Geschosse des „Neuen Werkes“ an der Südseite des Schlosshofes, die in die einheitlich gestaltete Hofrandbebauung aus dem 18. Jahrhundert integriert wurden. Ebenso wie im Falle der Burg verhindert es jedoch die grandiose Überformung des gesamten Komplexes in Barock, im Nachhinein ein vollständiges Bild vom Aussehen des Renaissanceschlosses zu gewinnen. Sicher bekannt ist jedoch das Vorhandensein und die Lage der alten Schlossgärten. Lust- und Küchengarten lagen zwischen Schlossberg und Garbe, der alte Lustgarten anstelle des späteren Unterhofes und die Küchengärten westlich davon unterhalb des Schlosses. Für den alten Lustgarten existiert im Archiv des Schlosses noch der Entwurf zu einem Knotenparterre, der sich jedoch nicht weiter lokalisieren lässt.

### Dreißigjähriger Krieg und die Folgen

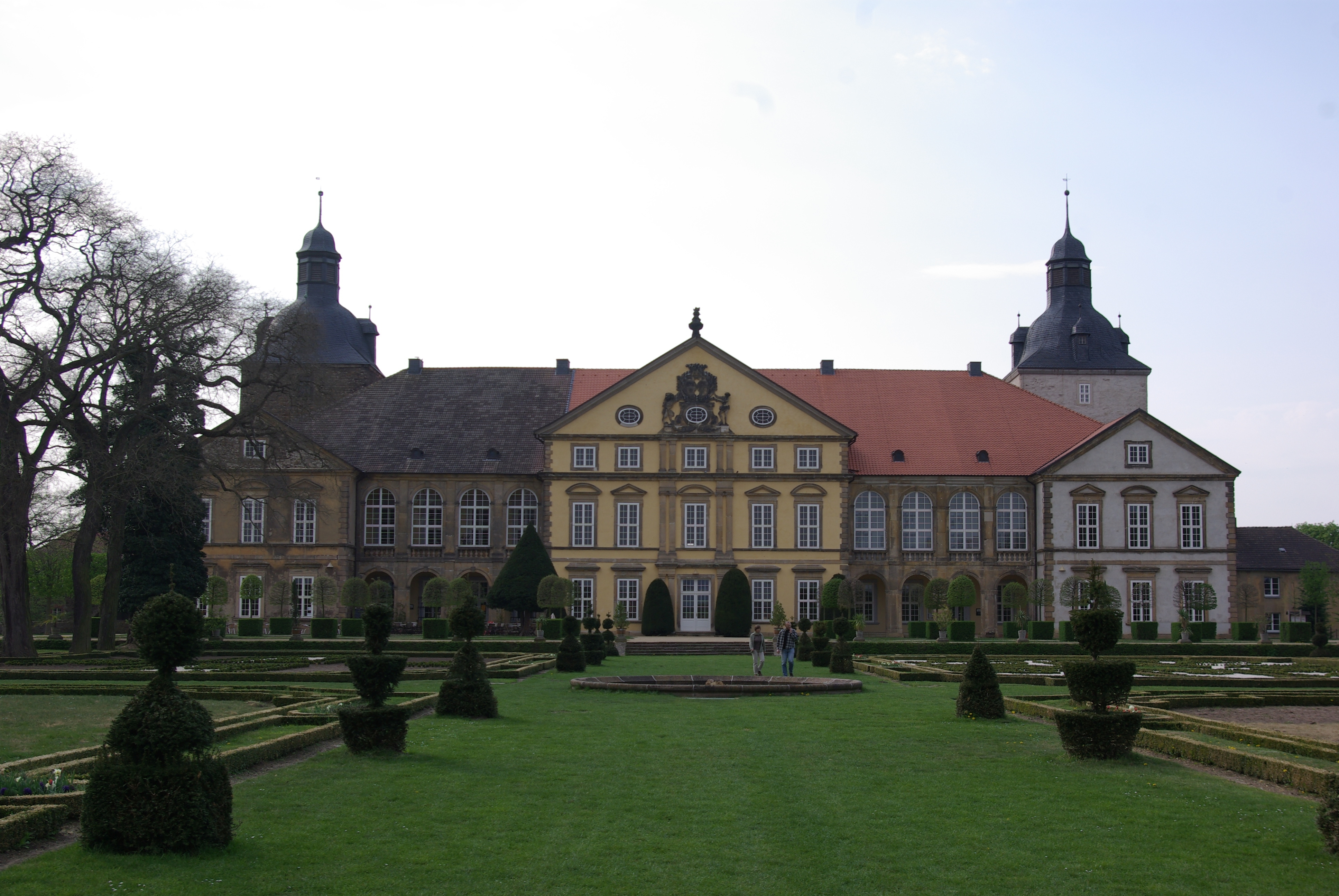
Fassade zum Park während der Restaurierungsphase

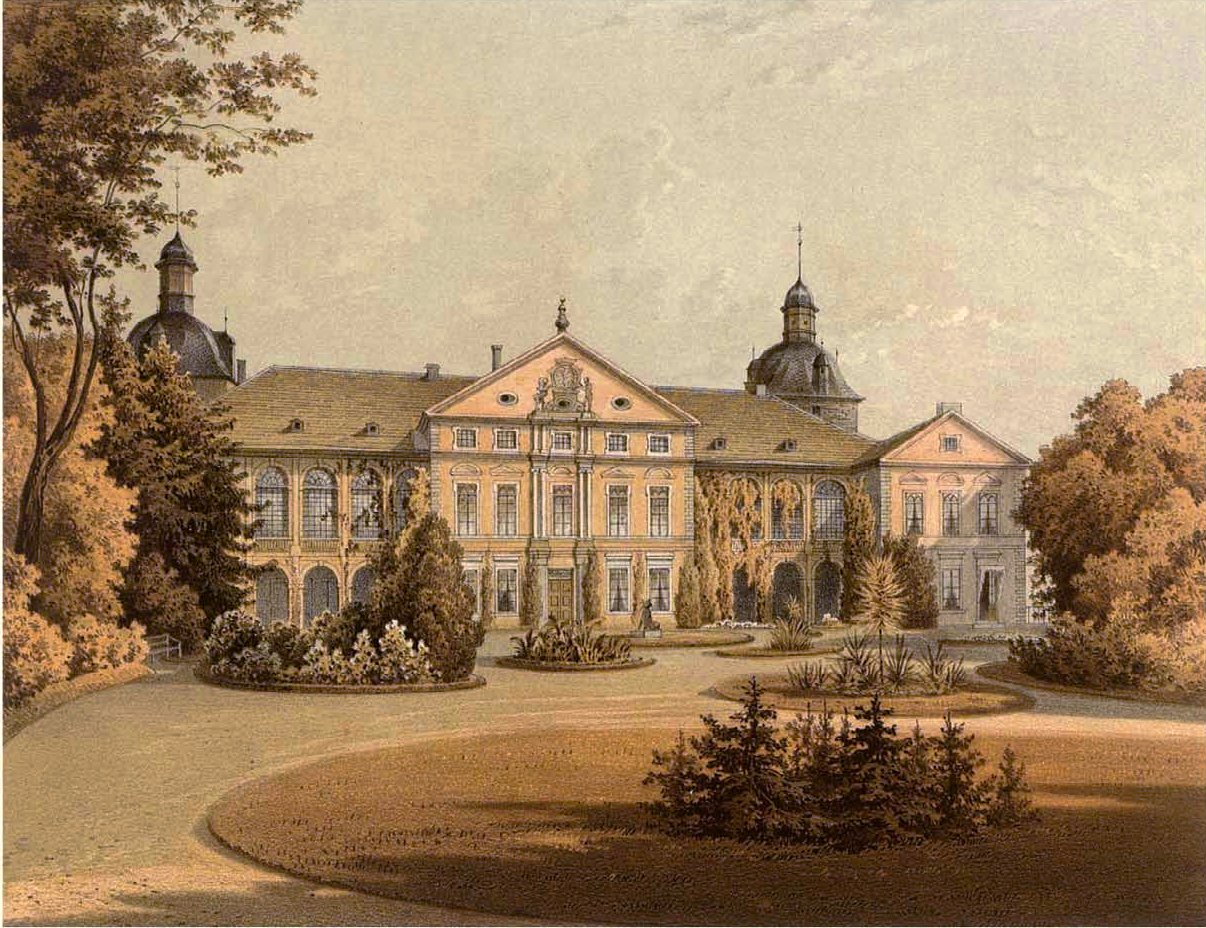
Lithographie des Schlosses von 1857–1859, Sammlung Alexander Duncker

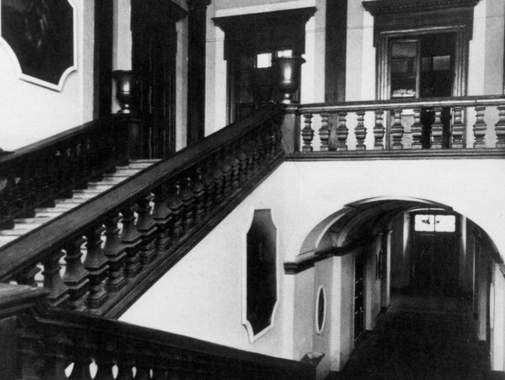
Treppe im Schloss um 1937

Der Dreißigjährige Krieg zog auch das Schloss in Mitleidenschaft. Hundisburg litt besonders im Jahr 1630, als das Schloss Hauptquartier Pappenheims bei der Belagerung Haldenslebens war. Erst 1654 endeten die notwendigen Instandsetzungsarbeiten mit dem Aufsetzen der noch heute vorhandenen Welschen Haube auf den Bergfried. 1691 hatte Johann Friedrich II. von Alvensleben Hundisburg aus einer Erbteilung erhalten und ließ zwei Jahre später den Um- und Neubau von Schloss und Garten nach dem Vorbild der braunschweigischen Sommerresidenz von Schloss Salzdahlum beginnen. Der Bau des Schlosses dauerte bis 1712, der Garten war 1719 fertiggestellt. Bauausführender Architekt war Hermann Korb, der Landbaumeister des Herzogs Anton Ulrich von Braunschweig-Wolfenbüttel. Die Planungen für den Umbau stammten im Wesentlichen wohl von dem bereits 1694 verstorbenen Johann Balthasar Lauterbach, der schon das Hauptgebäude in Salzdahlum errichtet hatte. Die Stuckaturarbeiten wurden von Giacomo Perinetti, dem Hofstuckateur des Herzogs ausgeführt. Der Herzog selbst, der mit seinem Rat von Alvensleben gut befreundet war, soll sich an den Planungen beteiligt haben.
Vorbildhaft war Salzdahlum für die Gestaltung der Gartenfassade des Schlosses mit den typisch zwischen den drei Risaliten gelegenen doppelstöckigen Loggien im venezianischen Stil. Neu waren hingegen das Walmdach und die Einbeziehung des mittelalterlichen Bergfrieds, der im Norden durch einen parallelen Turm ergänzt wurde (1700 fundamentiert). Durch die beiden Türme erhielt das Corps de Logis gegenüber dem Garten und der umgebenden Landschaft eine ausgesprochen monumentale Wirkung. Auch die seit dem Schlossbrand 1945 verlorene Hauptraumfolge mit Gartensaal, Treppenhaus und Festsaal war ausgesprochen aufwändig und mit dem Typ der sogenannten Kaisertreppe „hochmodern“ gestaltet. Die zweigeschossige Schlosskapelle war jenen von Salzdahlum und Blankenburg verwandt; die Grüfte grenzten unmittelbar an die Wohnräume. Dem Corps de Logis wurde westlich in den alten Burghof hinein ein Ehrenhof vorgelagert, und auch die gesamte äußere Hofbebauung wurde modernisiert und in ihrer Dachlandschaft vereinheitlicht.

### Gartenausbau
Der barocke Garten wurde bei aufwändigen Terrassierungen des vorgelagerten Schlossberges und der Verlegung einiger Hofstellen des Dorfes direkt am Schloss vollständig neu angelegt und befand sich Mitte des 18. Jahrhunderts auf dem Höhepunkt seiner Gestaltung. Mit seinen reich ornamentierten, statuenbesetzten Parterres, Heckenbosketten, einem Irrgarten und einem Gartentheater, Grotten, Wasserspielen und einer umfangreichen Sammlung exotischer Pflanzen, war er dem Schloss an Aufwand und Pracht ebenbürtig und für die Region einzigartig. Der Gärtnermeister für den neuen Garten war auf Schloss Salzdahlum ausgebildet worden. Die kunstgeschichtlich bedeutsame Gartenanlage war im Laufe der letzten drei Jahrhunderte stärkeren Veränderungen unterworfen als das Schlossgebäude. Nach anfänglich abschnittweisen Neugestaltungen wurde der Garten ab 1811 unter Johann Gottlob Nathusius zur Keimzelle eines Althaldensleben und Hundisburg verbindenden Landschaftsparks und entsprechend dem Stilempfinden des 19. Jahrhunderts umgestaltet. Dennoch blieben die mächtigen Substruktionen der Anlage und damit ihre Flächenaufteilung sowie mit den Alleen wesentliche Bestandteile der Pflanzungen bestehen.
Nach 1945 wurde der Garten seiner ursprünglichen Bestimmung völlig entfremdet. Zuletzt befand sich beispielsweise auf dem Gelände des Oberen Lustgartens ein Fußballplatz und im Unteren Lustgarten eine Obstplantage. Da das ursprüngliche Erscheinungsbild des Gartens und seine Geschichte gut erforscht und dokumentiert sind, konnten seit 1991 Maßnahmen zur Rekonstruktion der Anlage ergriffen werden. Auch der Verfall des Schlosses konnte in großen Bereichen bereits gestoppt werden, der Nordteil des 1945 ausgebrannten Corps de Logis wurde zusammen mit dem Nordturm bereits in seiner Außenansicht rekonstruiert. Heute gehören Schloss und Barockgarten zum Netzwerk Gartenträume Sachsen-Anhalt.

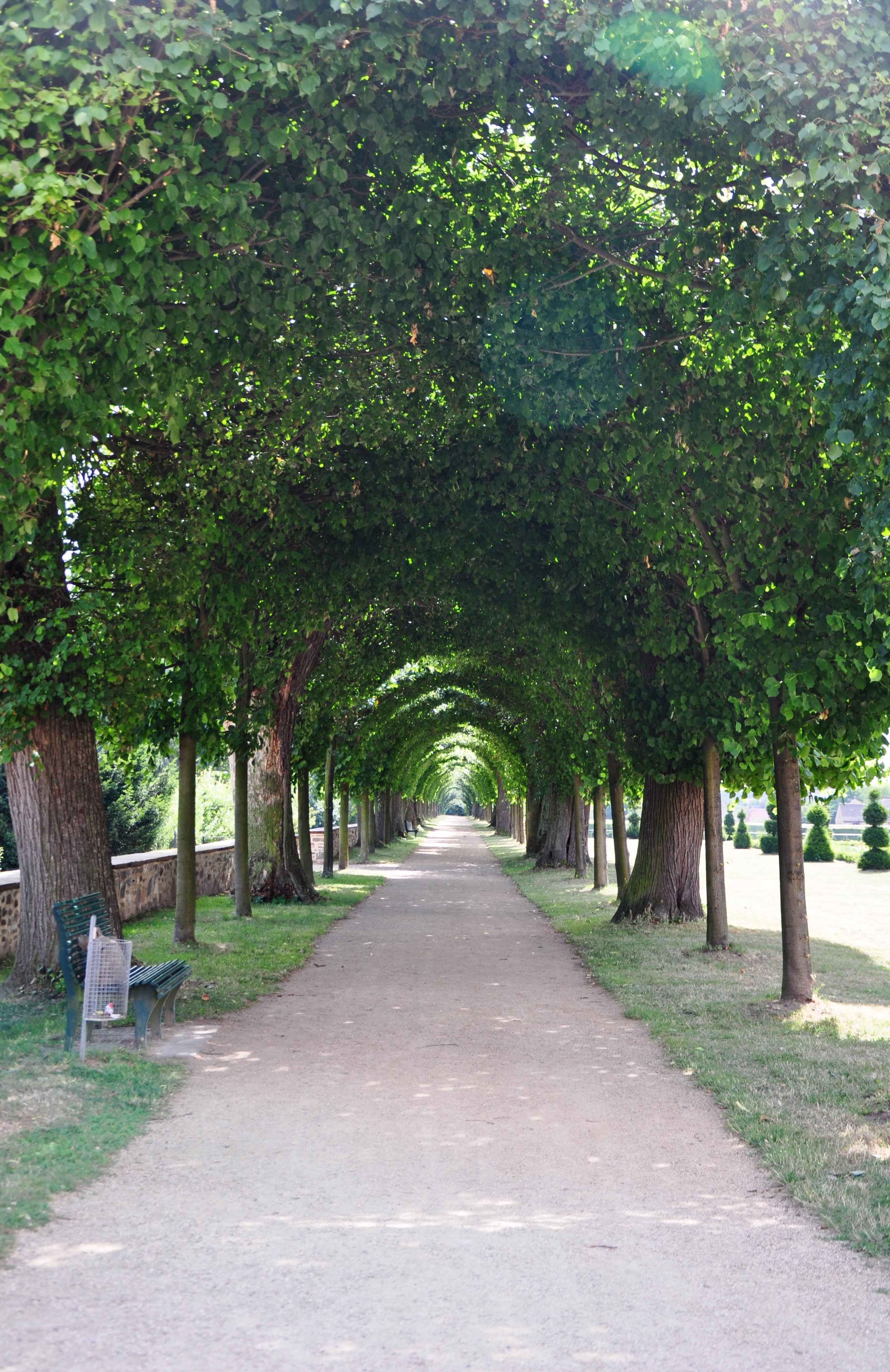
Laubengang 2010
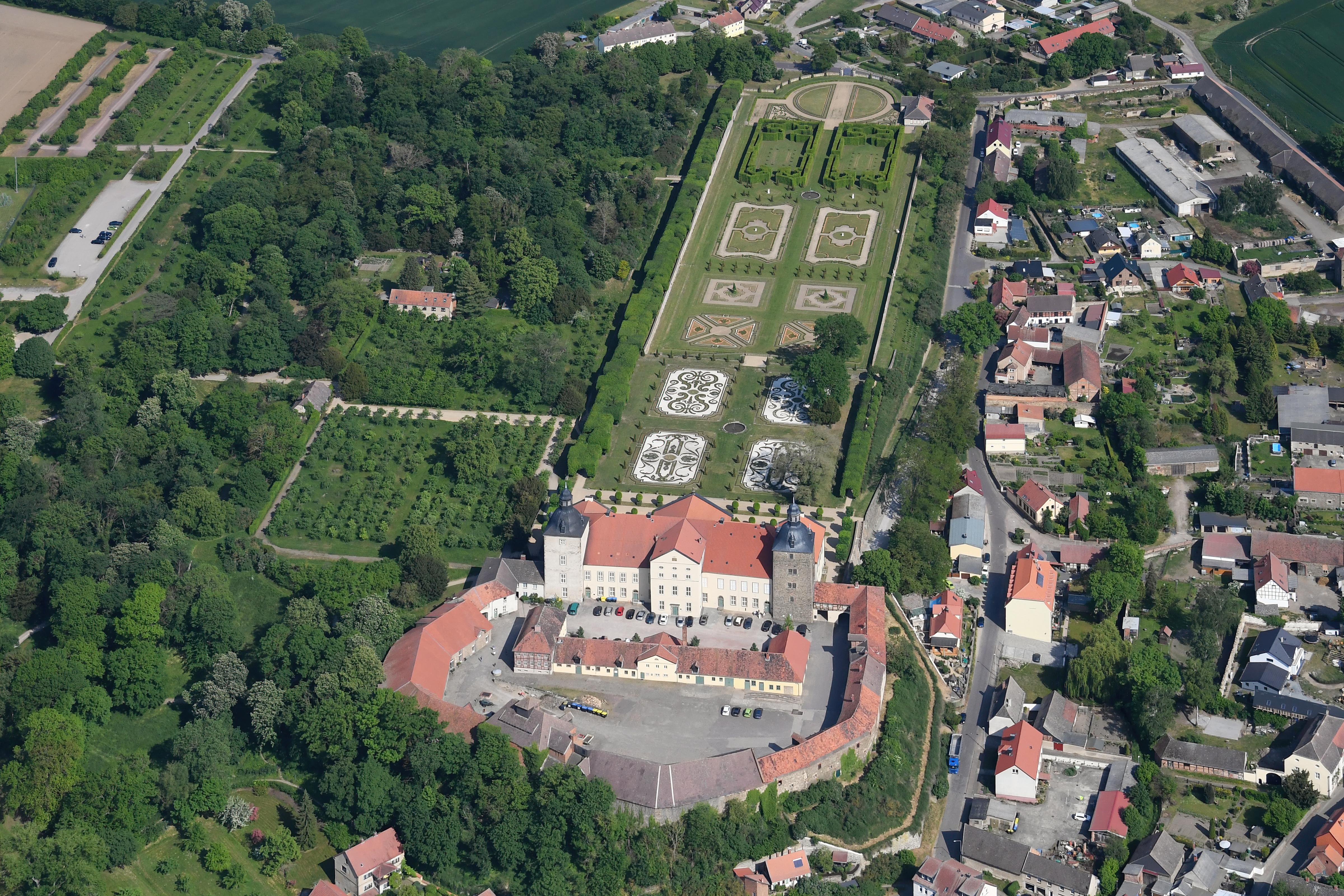
Schloss und Schlosspark Hundisburg
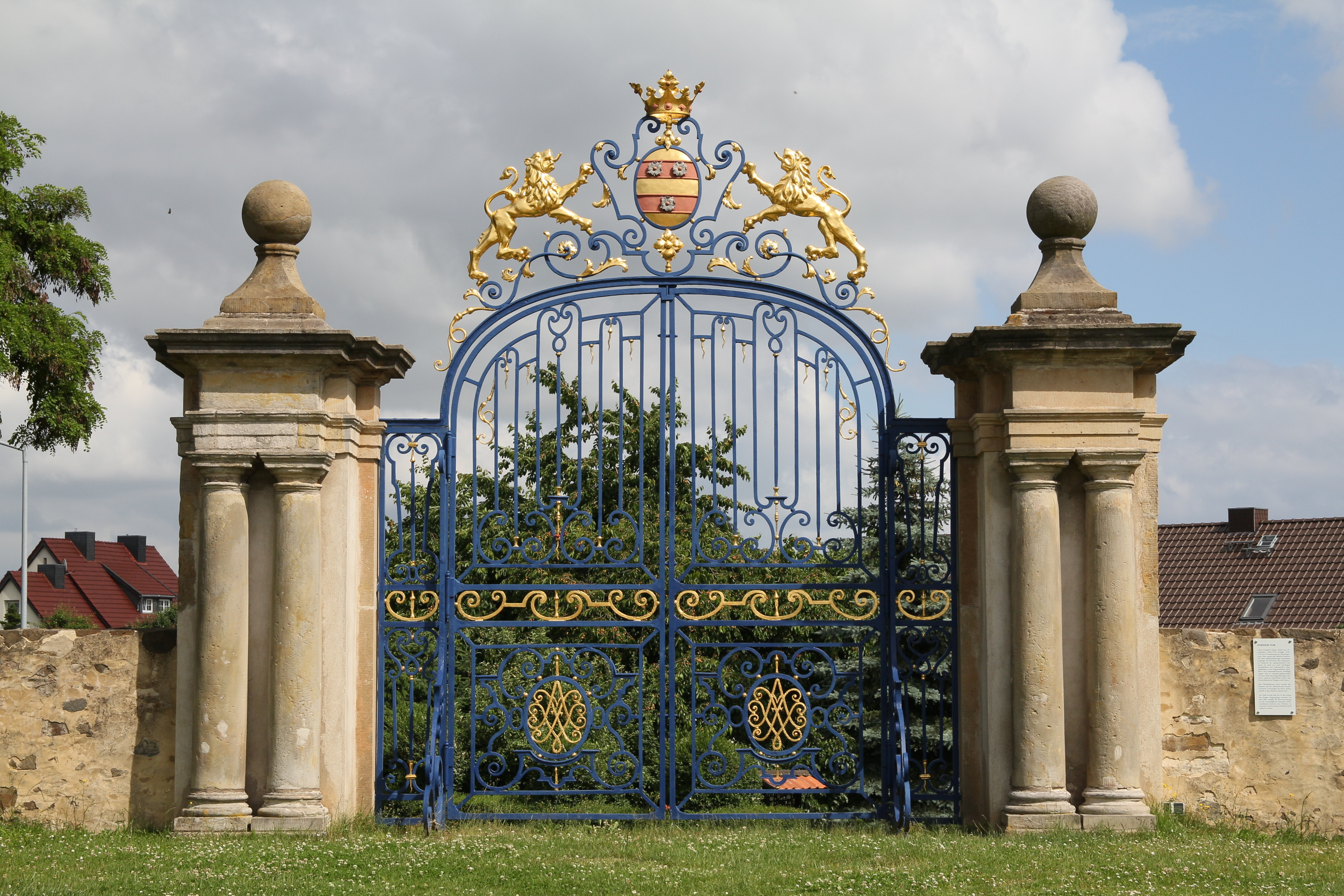
Tor mit Alvensleben-Wappen

### Wiederaufbau
In den 1960er Jahren versuchte man erfolglos einen Wiederaufbau. Schlossgebäude und Nebenanlagen wurden von einem Landwirtschaftsbetrieb als Volkseigenes Gut genutzt. Bis 1991 blieb die Ruine sich selbst überlassen. 1994 erwarb die Stadt Haldensleben Schloss, Barockgarten und Landschaftspark. Der 100 Hektar umfassende Park steht als Kulturdenkmal unter Denkmalschutz. Im Gegensatz zum Barockgarten des Schlosses ist der Park im Stil eines Englischen Landschaftsgartens angelegt. Hauptgestaltungselement sind eine Reihe parallel gelagerte, durch Baumgruppen getrennte Wiesenräume, die durch Sichtachsen miteinander verbunden sind. Mit der Übernahme des Schloss-Park-Komplexes durch die Stadt wurde dieser denkmalgerecht wiederhergestellt. Seit 2001 werden in den wiederhergestellten Räumen die Sammlung des Magdeburger Bildhauers Heinrich Apel, die neben eigenen Werken auch einige Werke seiner Lehrer enthält, sowie eine historische Bibliothek gezeigt. Das historische Treppenhaus – eines der ersten barocken in Deutschland – ist inzwischen im Rohbau fertiggestellt. In den Jahren 2011 und 2012 wurde das Brauhaus wieder errichtet, und es wird an historischer Stelle wieder Bier gebraut.

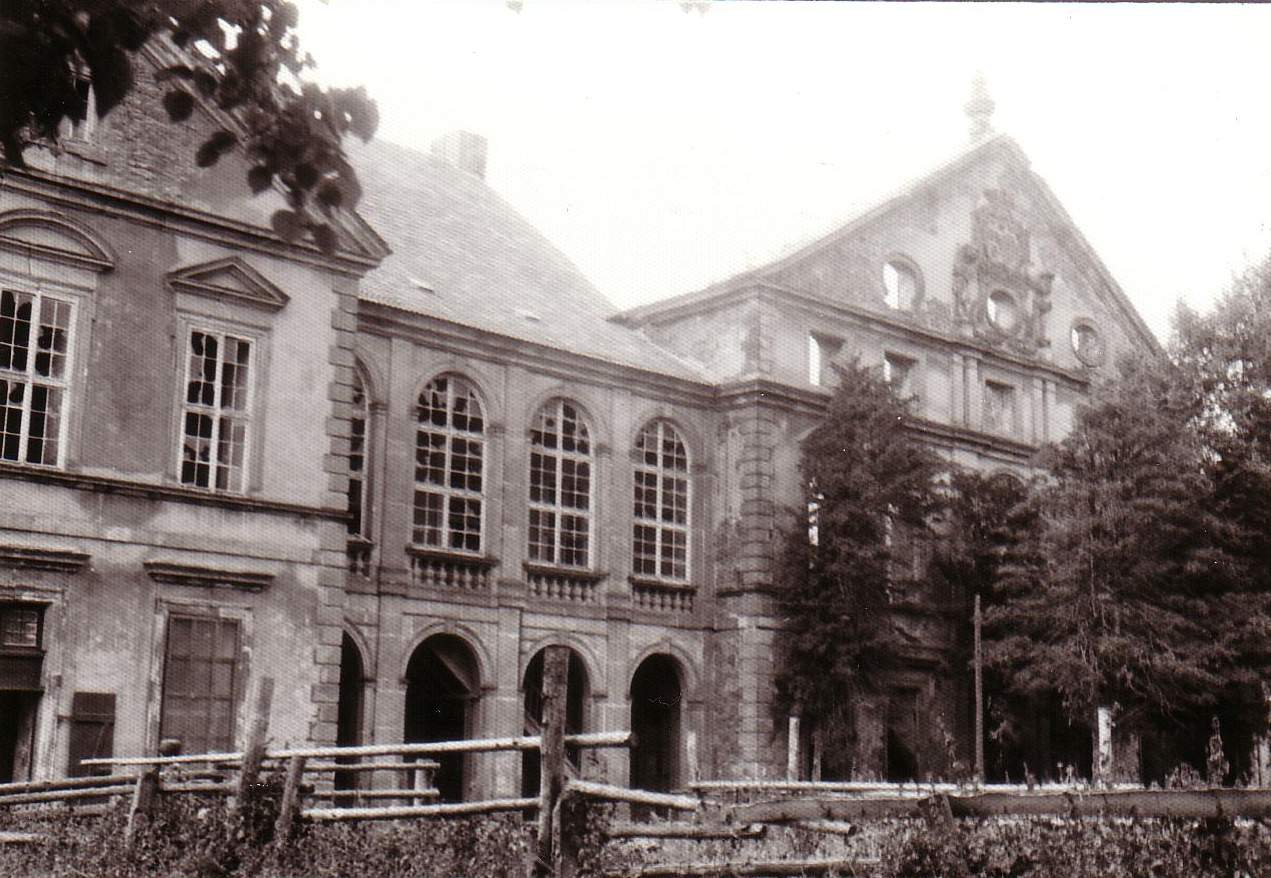
Ruine des Schlosses, etwa 1980
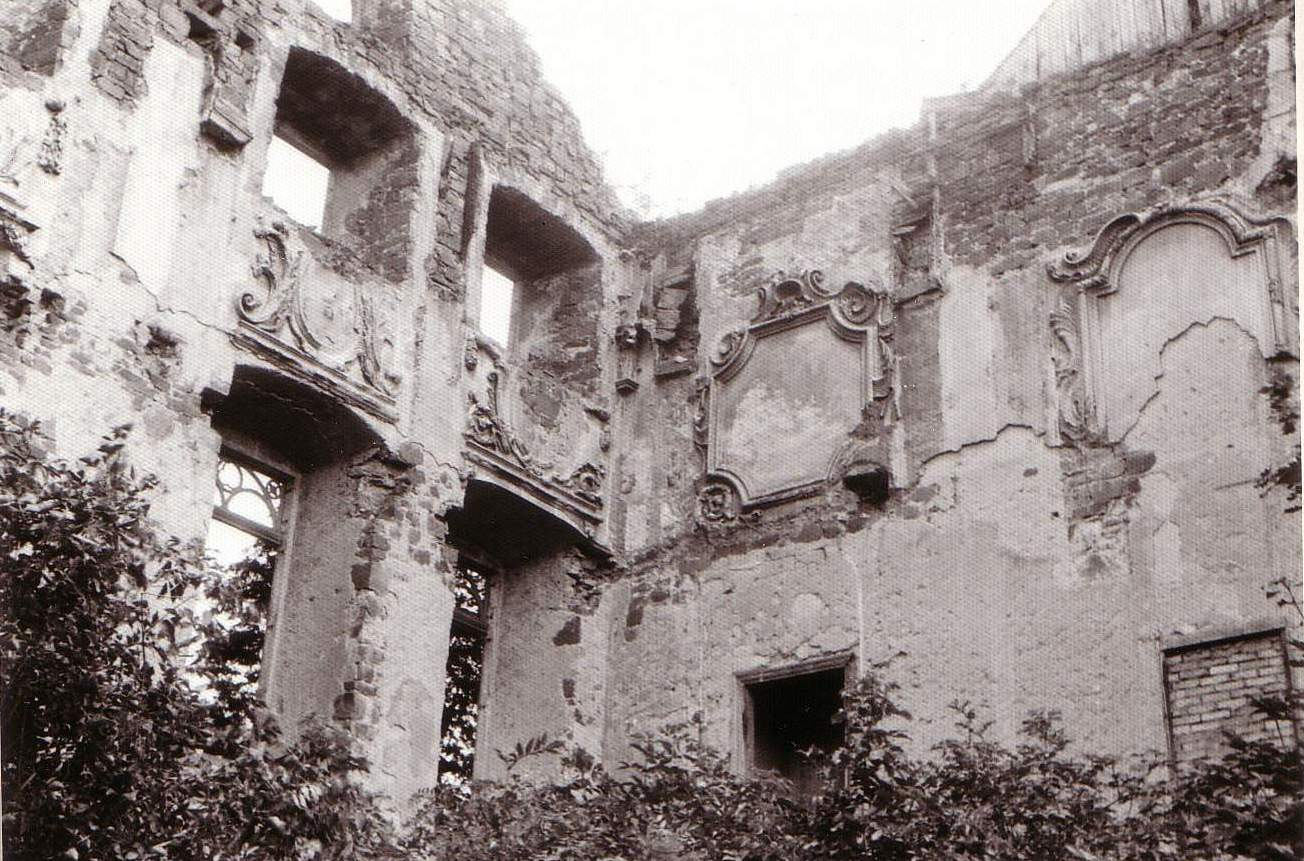
Verfallenener Mittelbau des Schlosses, vormaliges Treppenhaus, etwa 1980
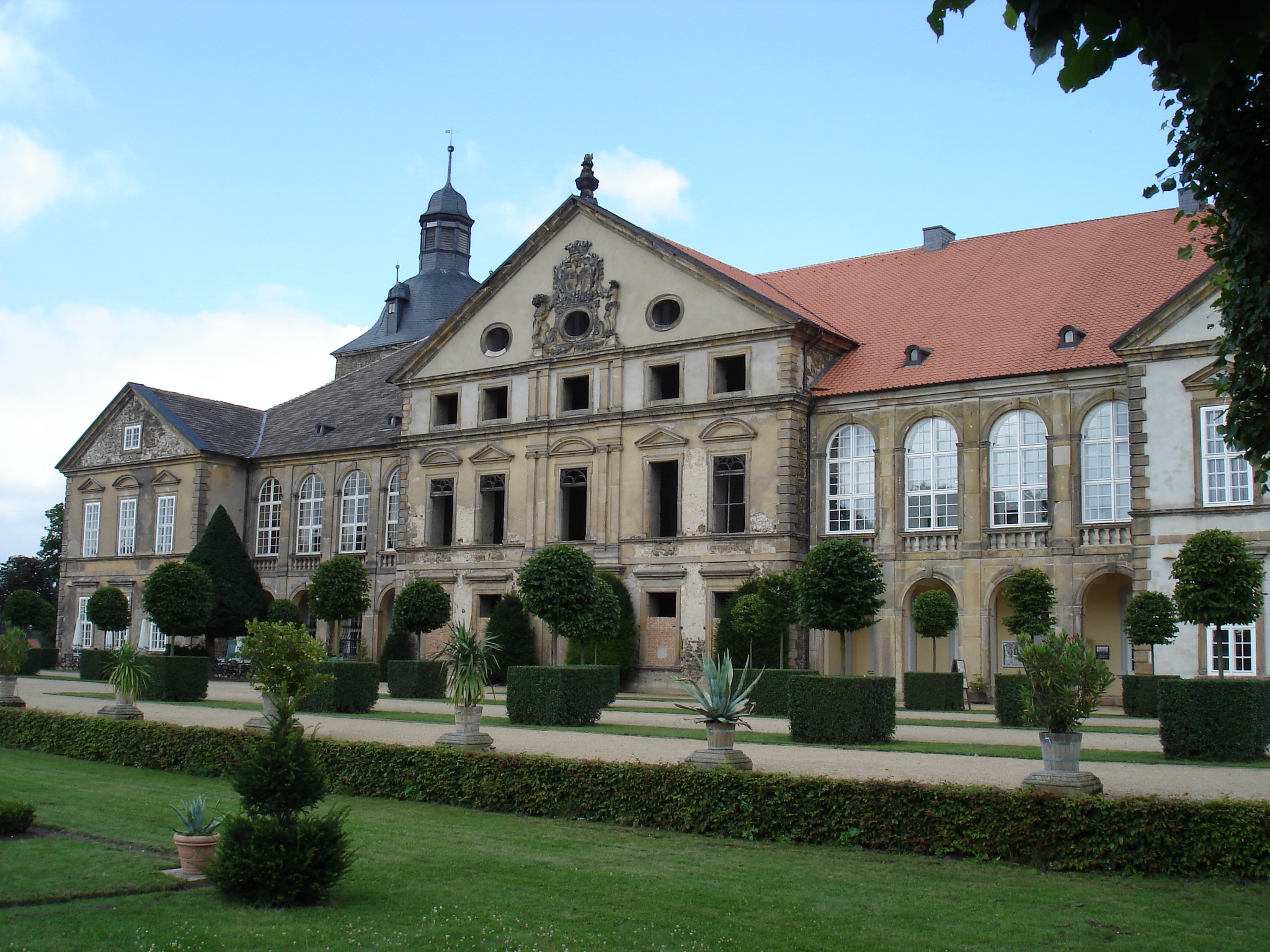
Die teilsanierte Schlossfassade, 2005
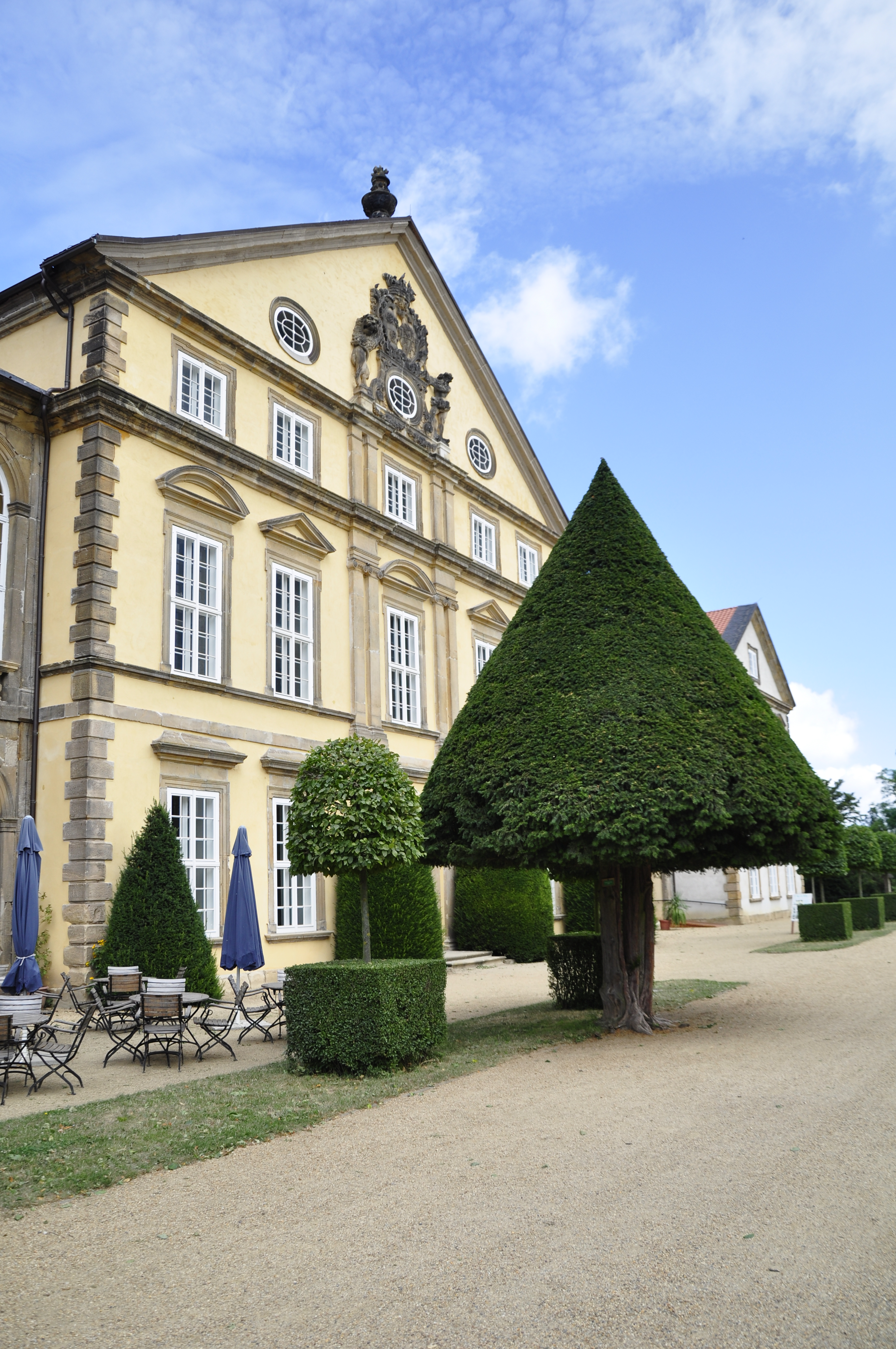
Mittelrisalit, 2010
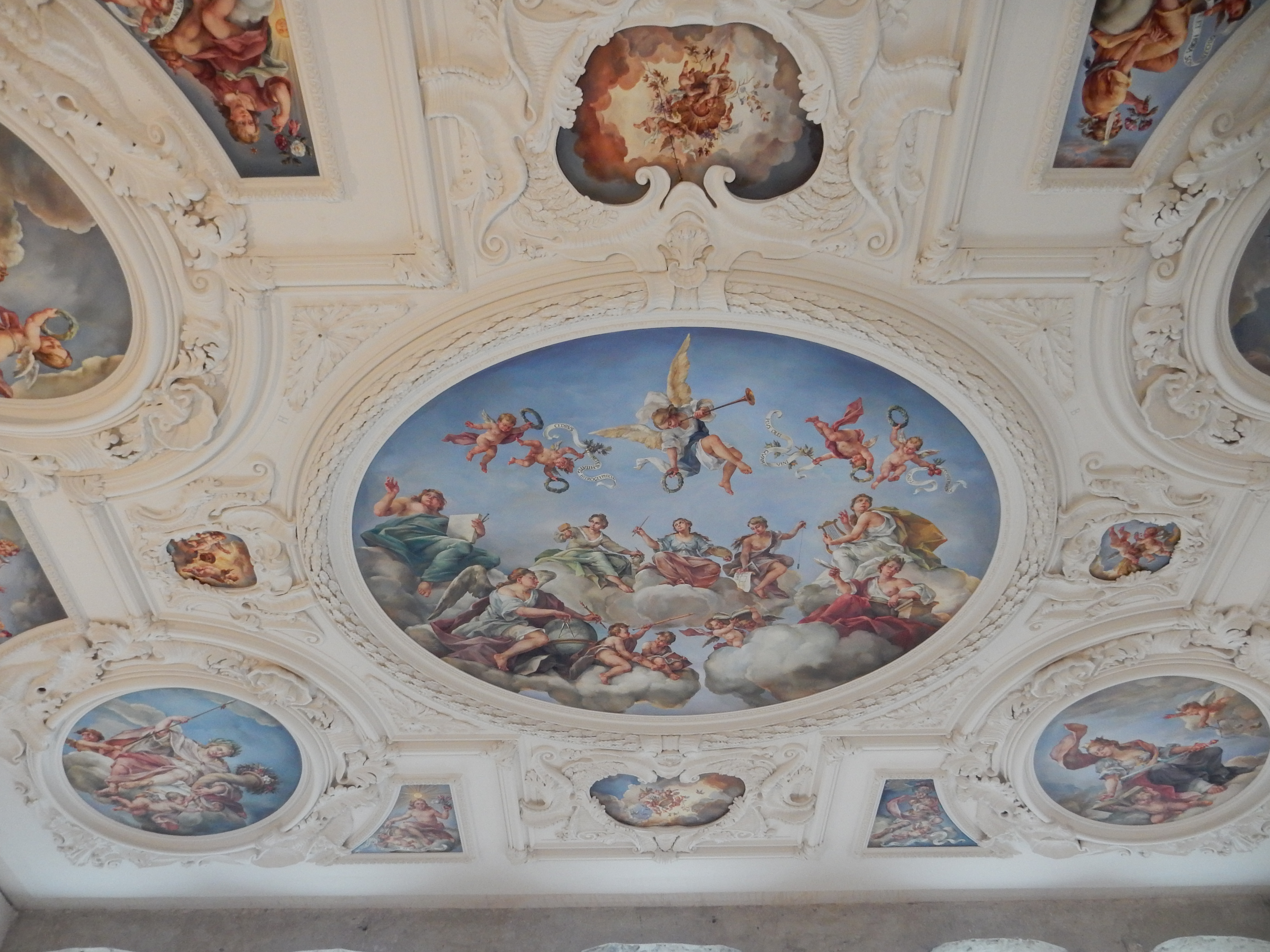
Decke, 2015